# 1860-е

## Догађаји и трендови
- 1860. — умро Милош Обреновић, српски кнез.
- 1861. — започео је Амерички грађански рат између Уније и отцијепљене Конфедерације.
- 1861. — у Русији је либералном реформом укинуто кметство.
- 1861. — скупштина у Торину прогласила Виктора Емануела II за краља уједињене Краљевине Италије.
- 1861. — започео је Француско-мексички рат.
- 1861. — у Сремским Карловцима састао се Благовештенски сабор.
- 1863. — основан Црвени крст, који годину дана послије усваја Прву женевску конвенцију.
- 1863. — започео је Пољски устанак против Руске Империје, који је угушен двије године касније.
- 1864. — започео је Шпанско-јужноамерички рат, шпански покушај да поврати бивше колоније, који је завршио након двије године шпанским неуспјехом.
- 1864. — започео је Парагвајски рат.
- 1865. — завршен Амерички грађански рат и убијен је предсједник САД Абрахам Линколн.
- 1865. — започела је Реконструкција у САД-у.
- 1866. — успјешно су успостављене прекоокеанске телеграфске везе након првог неуспјеха 1858.
- 1866. — Аустријско-пруски рат се завршава распадом Немачке конфедерације и стварањем Севернонемачке конфедерације.
- 1866. — у Аустријско-пруском рату, у којем је Италија била на страни Прусије, Аустријанци код острва Вис уништавају италијанску флоту. Погинуло више од 600 људи.
- 1866. — под династијом Меиџи, Јапан започиње са програмом брзе модернизације.
- 1867. — завршио се Француско-мексички рат
- 1867. — САД купује Аљаску од Русије.
- 1867. — формира се модерна Канада проглашењем Британског акта о Сјеверној Америци (British North America Act).
- 1867. — посљедње османске трупе напуштају Србију, а кнез Михаило Обреновић добија кључеве већих српских градова, чиме држава постаје de facto независна.
- 1867. — потписивањем Аустро-угарске нагодбе створена је Аустроугарска.
- 1868. — потписана је Хрватско-угарска нагодба, према чланку 66. тзв. Ријечком крпицом, Ријека на превару постаје дио Угарске.
- 1868. — атентат на кнеза Михаила.
- 1869. — пуштена је у промет прва трансконтинентална жељезничка пруга у САД
- 1869. — пуштен у промет Суецки канал.
- 1869. — донијет Намјеснички устав, који ће омогућити први продор парламентаризма у Србију.
- 1869. — основано Ђурђево.

## Наука
- 1865. — Грегор Мендел поставља основне законе генетике — Менделови закони.
- 1866. — Алфред Нобел изумио динамит.
- 1867. — рођена физичарка Марија Кири.
- 1869. — конструисана прва модерна подморница.
- 1865. — Дмитриј Мендељејев поставља нови периодни систем елемената.

## Култура
- 1860. — рођен Антон Павлович Чехов, руски писац.
- 1861. — рођен Ђорђе Јовановић, српски вајар.
- 1861. — рођена Ивана Кобилица, словеначка сликарка.
- 1864. — рођен Рихард Штраус, немачки композитор.
- 1864. — умро Вук Стефановић Караџић.
- 1865. — Луис Керол објављује Алису у земљи чудеса.
- 1866. — Фјодор Михајлович Достојевски је написао Злочин и казну.
- 1866. — рођен Херберт Џорџ Велс, енглески књижевник.
- 1867. — умро Шарл Бодлер, француски песник.
- 1869. — Лав Николајевич Толстој је написао Рат и мир.